# Elaeocarpus arfakensis
Elaeocarpus arfakensis är en tvåhjärtbladig växtart som beskrevs av Schlechter. Elaeocarpus arfakensis ingår i släktet Elaeocarpus och familjen Elaeocarpaceae. Inga underarter finns listade i Catalogue of Life.